# Równanie różniczkowe Bernoulliego
Równanie różniczkowe Bernoulliego – równanie różniczkowe postaci:
{\displaystyle {\frac {dy}{dx}}+p(x)y+q(x)y^{n}=0,}
gdzie {\displaystyle p(x),q(x)\in C(a,b).} Dla {\displaystyle n\in {0,1},} równanie Bernoulliego upraszcza się do równania liniowego.

## Rozwiązanie równania
Aby rozwiązać równanie Bernoulliego należy podzielić obie strony równania przez {\displaystyle y^{n},} otrzymujemy wtedy:
{\displaystyle {\frac {1}{y^{n}}}{\frac {dy}{dx}}+p(x)y^{1-n}+q(x)=0\,\,\,(*).}
Następnie wprowadzamy pomocniczą zmienną zależną {\displaystyle z=y^{1-n}.} Wówczas {\displaystyle z'=(1-n)y^{-n}y'.} Wstawiając tę zmienną i jej pochodną do powyższego równania otrzymujemy:
{\displaystyle {\frac {1}{1-n}}{\frac {dz}{dx}}+p(x)z+q(x)=0,}
które jest równaniem liniowym niejednorodnym.

## Przykład
Rozwiążmy następujące równanie różniczkowe:
{\displaystyle y'+{\frac {x}{1-x^{2}}}y-x^{2}y^{\frac {1}{2}}=0.}
Podzielmy obie strony równania przez {\displaystyle y^{\frac {1}{2}},} otrzymamy:
{\displaystyle {\frac {y'}{y^{\frac {1}{2}}}}+{\frac {x}{1-x^{2}}}y^{\frac {1}{2}}-x^{2}=0.}
Wprowadźmy zmienną {\displaystyle z=y^{1-{\frac {1}{2}}}=y^{\frac {1}{2}},} zatem {\displaystyle z'={\frac {1}{2y^{\frac {1}{2}}}}y'.} Po wstawieniu nowej zmiennej do powyższego równania jest:
{\displaystyle 2z'+{\frac {x}{1-x^{2}}}z-x^{2}=0.}
Równanie to jest równaniem różniczkowym liniowym niejednorodnym i jako takie należy je rozwiązać.